# École supérieure des sciences commerciales d’Angers
Az École supérieure des sciences commerciales d'Angers 1909-ben alapított európai felsőoktatási intézmény, amely az üzleti tudományok terén nyújt posztgraduális képzést. Nyolc campusa van, Párizsban, Choletban, Angersben, Budapesten, Bordeauxban, Lyonban, Sanghajban és Aix-en-Provenceban.
2018-ban az ESSCA a Financial Times rangsora szerint a legjobb 73 európai üzleti iskola között szerepelt.
Az iskola programjai AMBA, EQUIS és AACSB hármas akkreditációval rendelkeznek. Az intézmény legismertebb végzősei közé olyan személyiségek tartoznak, mint Dominique Schelcher (a Système U igazgatója) és Jean Marie Baupuy.

## Külső hivatkozások
- Hivatalos oldal